# Knotenpunktbezogene Wegweisung
Eine Knotenpunktbezogene Wegweisung (auch Knotenpunktsystem) hilft Radwanderern bei der Tourenplanung.

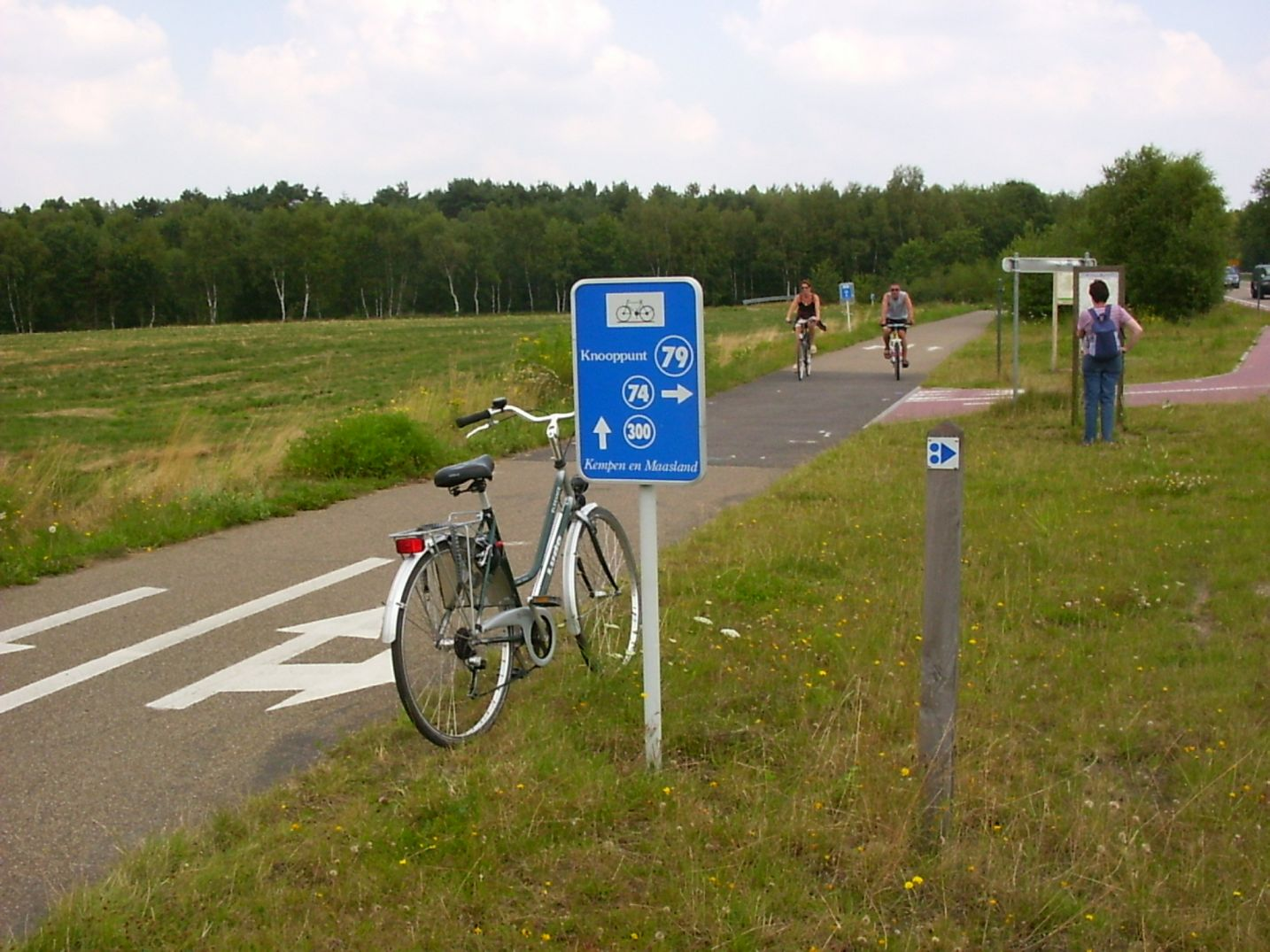
Knotenpunktschild in Belgisch-Limburg

Das sogenannte Fietsrouten-Netzwerk entstand 1995 in Belgisch-Limburg, dehnte sich danach schnell über ganz Flandern und grenzüberschreitend in die Niederlande und später nach Deutschland und Wallonien aus.

## System

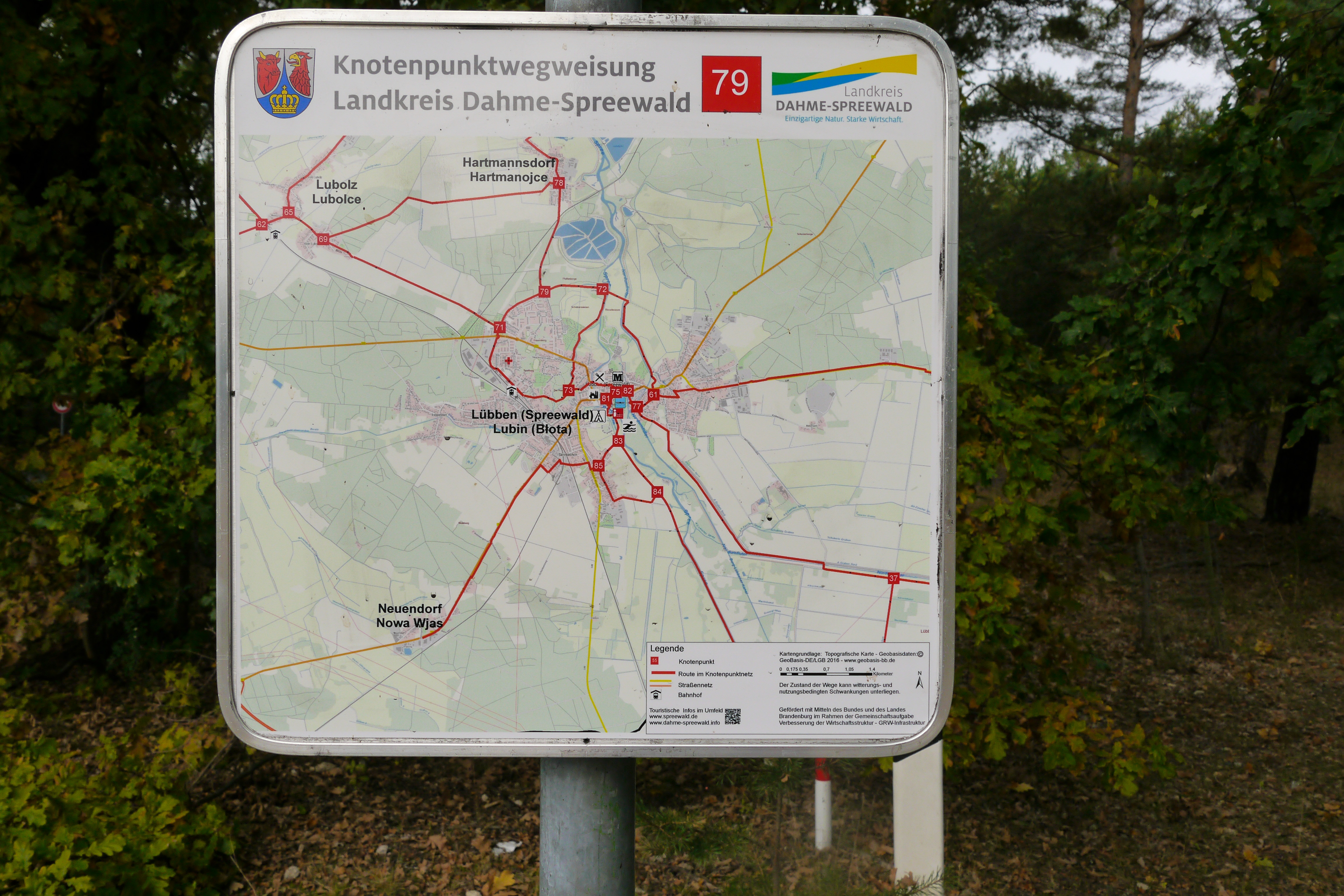
Knotenpunktwegweisung Lübben

Im Radroutennetz eines Knotenpunktsystems sind alle Kreuzungen (Knotenpunkte) von Radrouten durchnummeriert. An den Knotenpunkten stehen Wegweiser zu allen benachbarten Knotenpunkten. Hier werden neben der Nummer des Knotenpunktes die Wege zu benachbarten Knotenpunkten ausgewiesen. Die Wegweiser zu einem benachbarten Knotenpunkt sind mit dessen Nummer beschriftet. Üblicherweise steht an jedem Knotenpunkt zudem eine Orientierungstafel mit einer Karte des Netzsystems und den Nummerierungen der Knotenpunkte.
Das folgende Beispiel erklärt die Ausschilderung in Ostbelgien. In anderen Gebieten ist das System ähnlich.

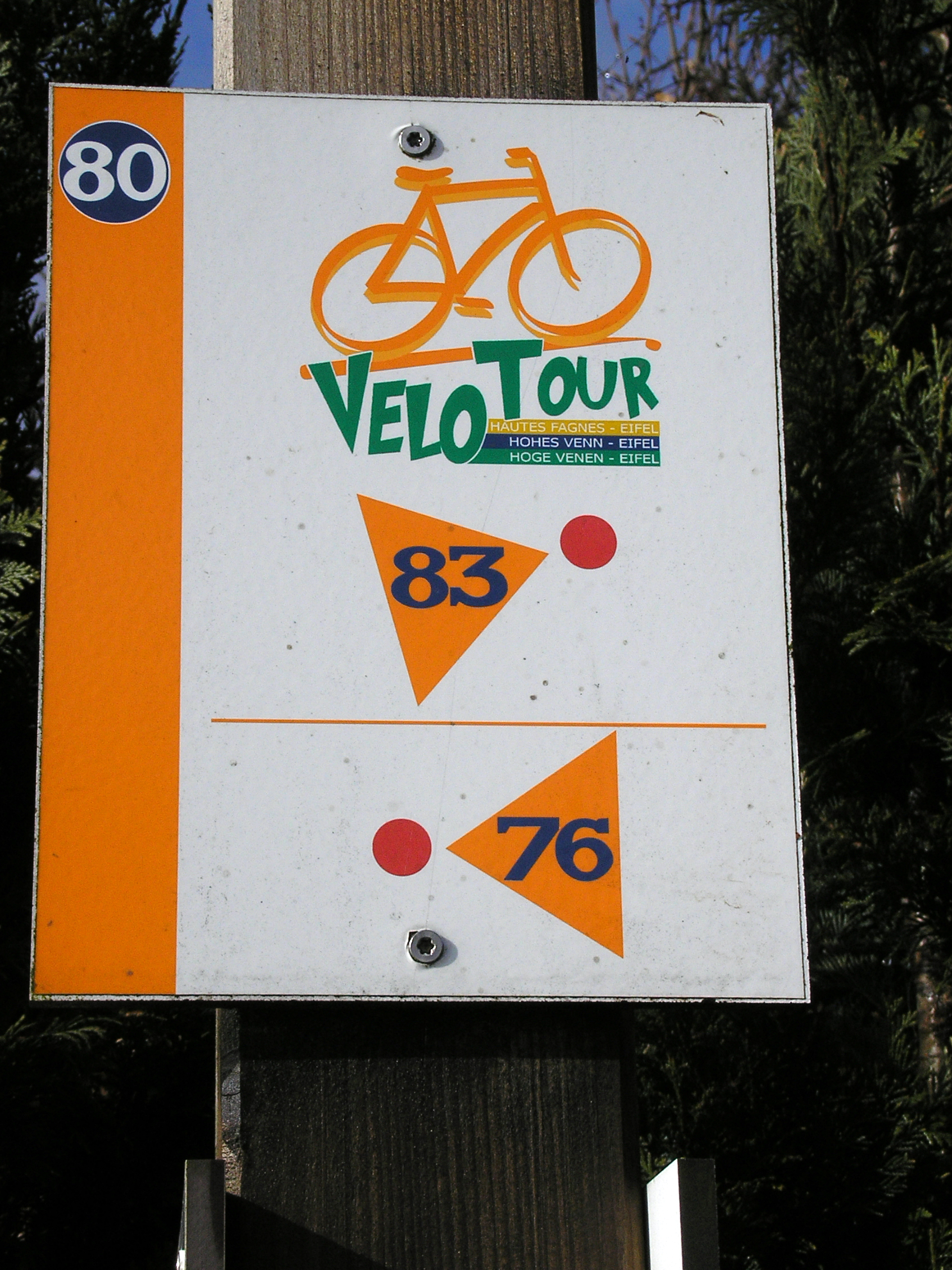
Knotenpunktschild in Ostbelgien

Der Vorteil des Systems besteht darin, dass Radfahrer sich anstatt von Ortsnamen nur die Nummern der Knotenpunkte der geplanten Strecke merken müssen. Zudem kann an jedem Knotenpunkt die Route leichter abgeändert werden.
Die Beschilderung selbst besteht aus 4 verschiedenen Schildertypen:
- Die Ausgangstafel dient der Orientierung und als Ausgangspunkt bei einer Radtour. Die Gebrauchsanweisung sowie eine Karte mit dem Radwegenetz sind auf ihr enthalten.
- Die Zoomkarte beinhaltet dieselben Informationen wie die Ausgangstafel, mit dem Unterschied, dass sie kleiner ist und nur einen Auszug der Streckenkarte enthält.
- Knotenpunktschilder geben Auskunft über den Knotenpunkt, an dem sie sich befinden. Sie geben die Nummern und die Richtungen der benachbarten Punkte an.
- Zwischenwegweiser befinden sich auf der Strecke zwischen den einzelnen Knotenpunkten, um Richtungswechsel anzudeuten.

## Belgien

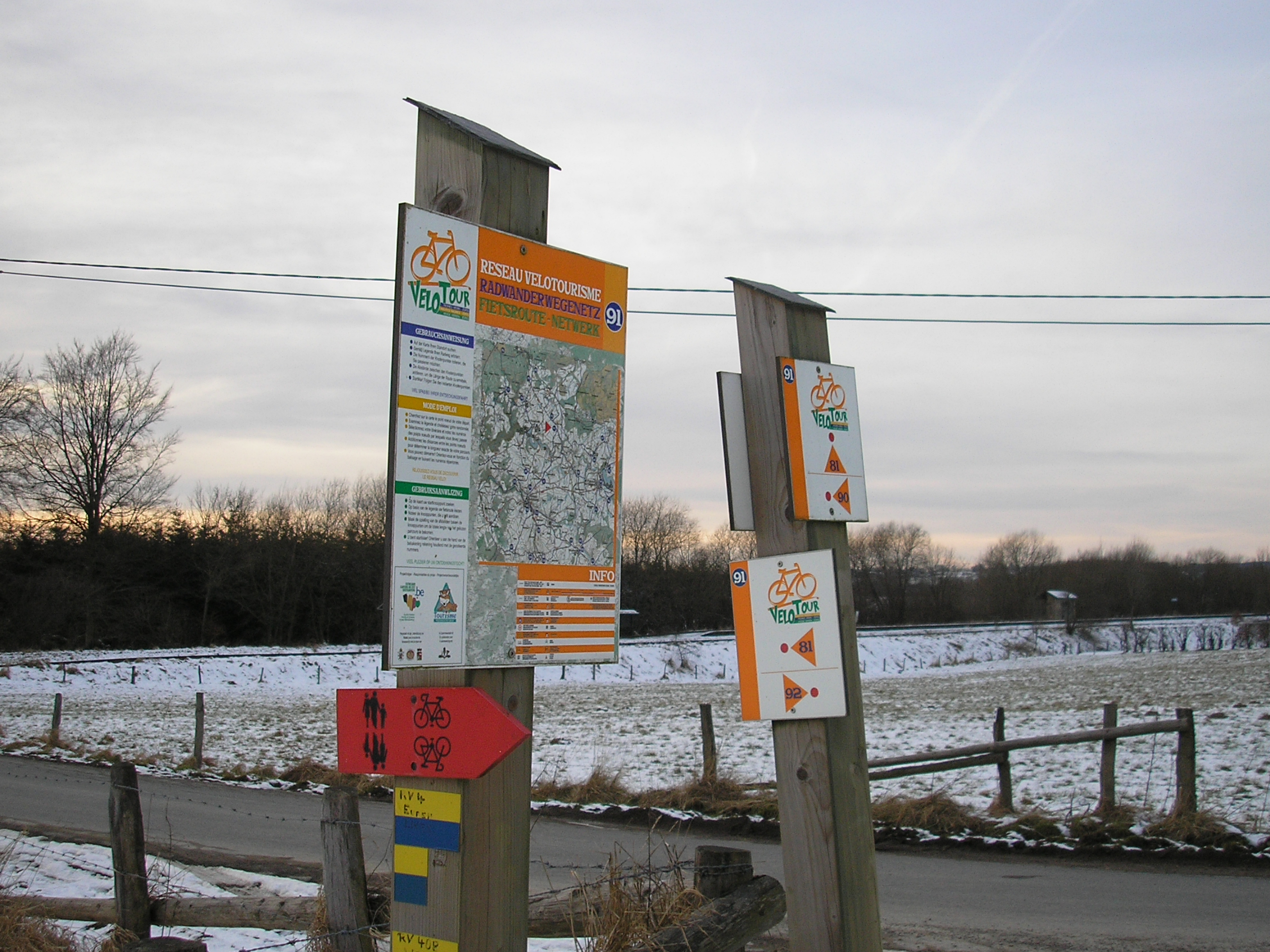
Knotenpunkt mit Übersichtskarte in Ostbelgien

### Flandern
Ganz Flandern ist mit Knotenpunkten überzogen. Alle Knotenpunkte sind nummeriert und werden auf grünen Schildern in beide Richtungen entlang des Radweges angegeben. Zur Vorbereitung auf Radtouren gibt es von der Regierung einen Routenplaner.

### Wallonie
In Ostbelgien sind über 850 km Radwanderwege mit 182 Knotenpunkten verbunden. 155 Zoomkarten, 551 Knotenpunktschilder und 1497 Zwischenwegweiser halten den Radtouristen auf dem richtigen Kurs.
Im Norden des Netzes sind die Knotenpunkte 1 und 5 mit den Punkten 91 und 92 aus der niederländischen Provinz Limburg verbunden. Im Osten gibt es zahlreiche Verbindungen in die Städteregion Aachen. Über Küchelscheid und Kalterherberg gelangt man zum Punkt 41 im Nationalpark Eifel.
Zwischen Weismes-Steinbach und St. Vith ist der RAVeL-Weg auf der Strecke der stillgelegten Vennbahn, dem heutigen Vennbahnradweg, in das Wegenetz eingebunden. Über die Grenzbrücke Steinebrück besteht eine Verbindung Richtung Bleialf und Pronsfeld.
Das Verkehrsamt der Ostkantone hat außerdem 18 Themenrouten mit Streckenlängen von 14 bis 89 km ausgearbeitet.
Ganz im Westen kann man zwischen den Knotenpunkten 73 und 74 zur berühmten Kurve Eau Rouge auf der Rennstrecke von Spa-Francorchamps fahren.
In anderen Regionen der Wallonie treiben die Tourismusdienste den Ausbau des Knotenpunktnetzes voran. Die Provinz Wallonisch-Brabant ist bereits vollständig von Knotenpunkten überzogen, die Provinz Hennegau größtenteils. Ein weiteres Netz gibt es rund um die Stadt Marche-en-Famenne.

## Deutschland
Die erste Region in Deutschland, in der das Knotenpunktsystem installiert wurde, war die deutsch-niederländische Region Wurmtal. Das dortige Knotenpunktsystem baut Grenzhindernisse für den Radfahrer ab und bringt die Menschen beiderseits des Flusses Wurm einander näher. Die Städte Kerkrade, Herzogenrath, Landgraaf und Übach-Palenberg sind durch dieses Radwegenetz miteinander verbunden und damit zusammengerückt. Insgesamt wurden 130 km Radwege mit vielen landschaftlichen oder kulturhistorischen Attraktionen miteinander verbunden. An verschiedenen Stellen besteht auch die Möglichkeit in weitere Radwegenetze zu wechseln.

### Baden-Württemberg
- Im Schwarzwald-Baar-Kreis wurde im Juli 2019 das Knotenpunktsystem eingeführt[3].

### Brandenburg

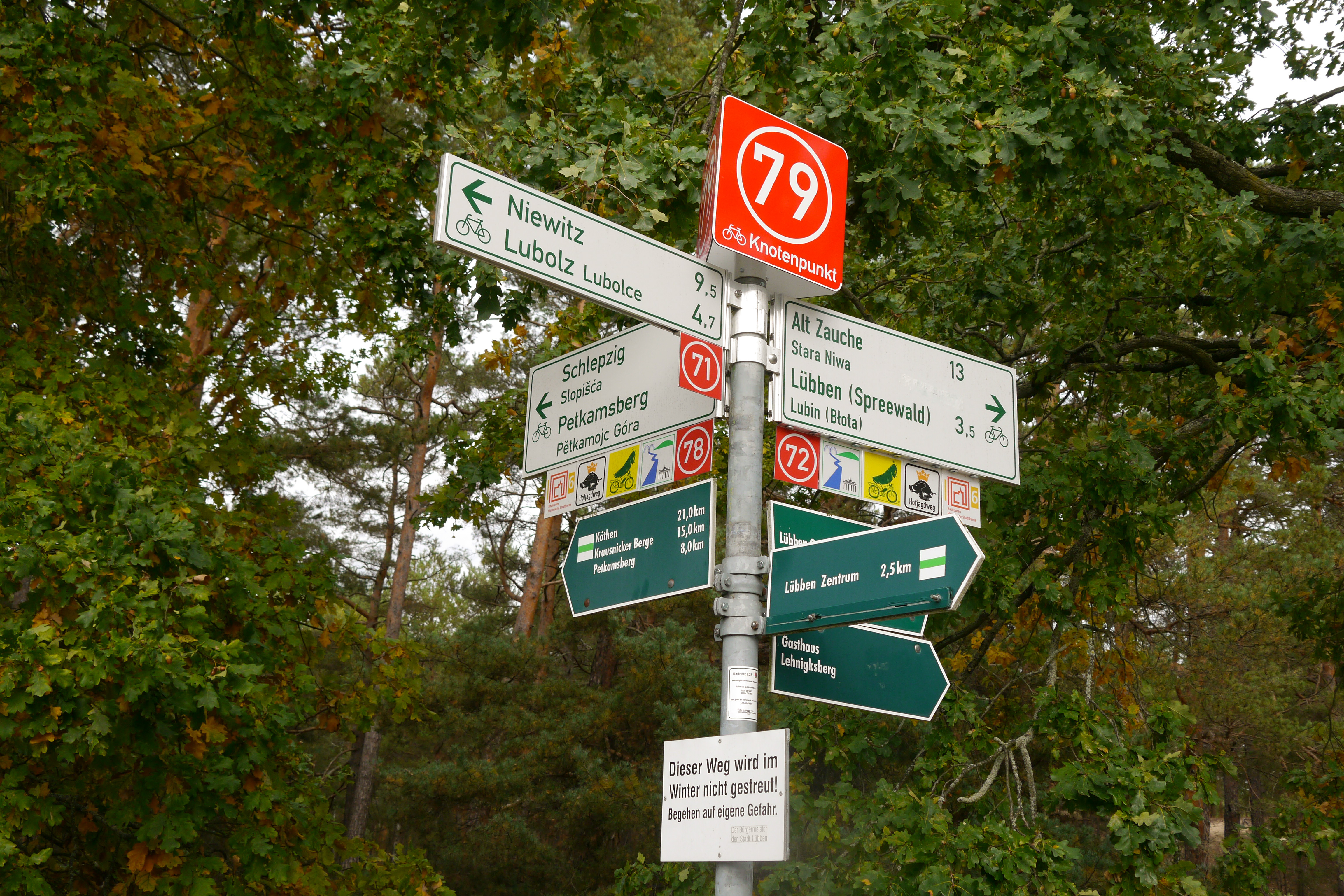
Knotenpunktwegweisung im Landkreis Dahme-Spreewald

- Mehrere Tourismus-Regionen im Norden und Westen Brandenburgs haben das Knotenpunktsystem eingeführt: Prignitz (seit 2012), Barnimer Land (seit 2014), Havelland (seit 2016), Ruppiner Seenland (seit 2016), Oberhavel (seit 2017). Die Tourismus-Regionen entsprechen nicht ganz der politischen Einteilung; durch das Knotenpunktsystem werden ungefähr folgende Landkreise abgedeckt: Prignitz, Barnim, Havelland, Ostprignitz-Ruppin, Oberhavel.

- Auch in der Uckermark[4] und im Landkreis Elbe-Elster[5] ist das System inzwischen installiert.

- Der Landkreis Dahme-Spreewald begann im März 2020 mit dem Aufbau des Knotenpunktsystems.[6]

- In den Brandenburger Landkreisen des Lausitzer Seenlandes – Spree-Neiße, Oberspreewald-Lausitz und Elbe-Elster – ist es ebenfalls eingerichtet.[7]

### Niedersachsen

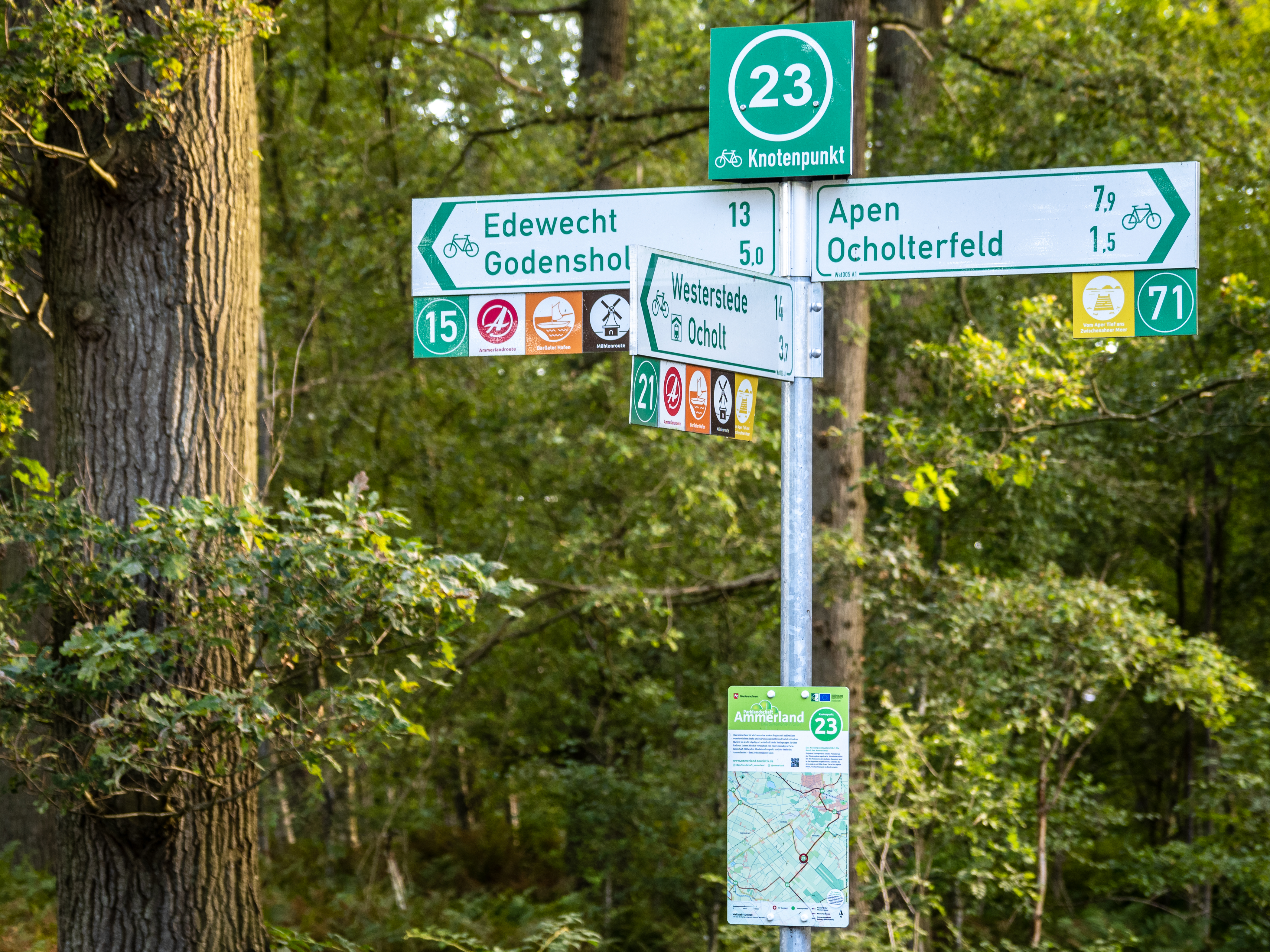
Knotenpunkt 23 im Ammerland

In Ostfriesland, im Landkreis Cloppenburg, Landkreis Osterholz, im Landkreis Vechta, im Landkreis Oldenburg, im Landkreis Ammerland, in der Gemeinde Sassenburg und um Apen existiert ein Knotenpunktsystem. Der Landkreis Grafschaft Bentheim will bis Ende Juli 2021 die Beschilderung auf das Knotenpunktsystem umstellen.

### Nordrhein-Westfalen

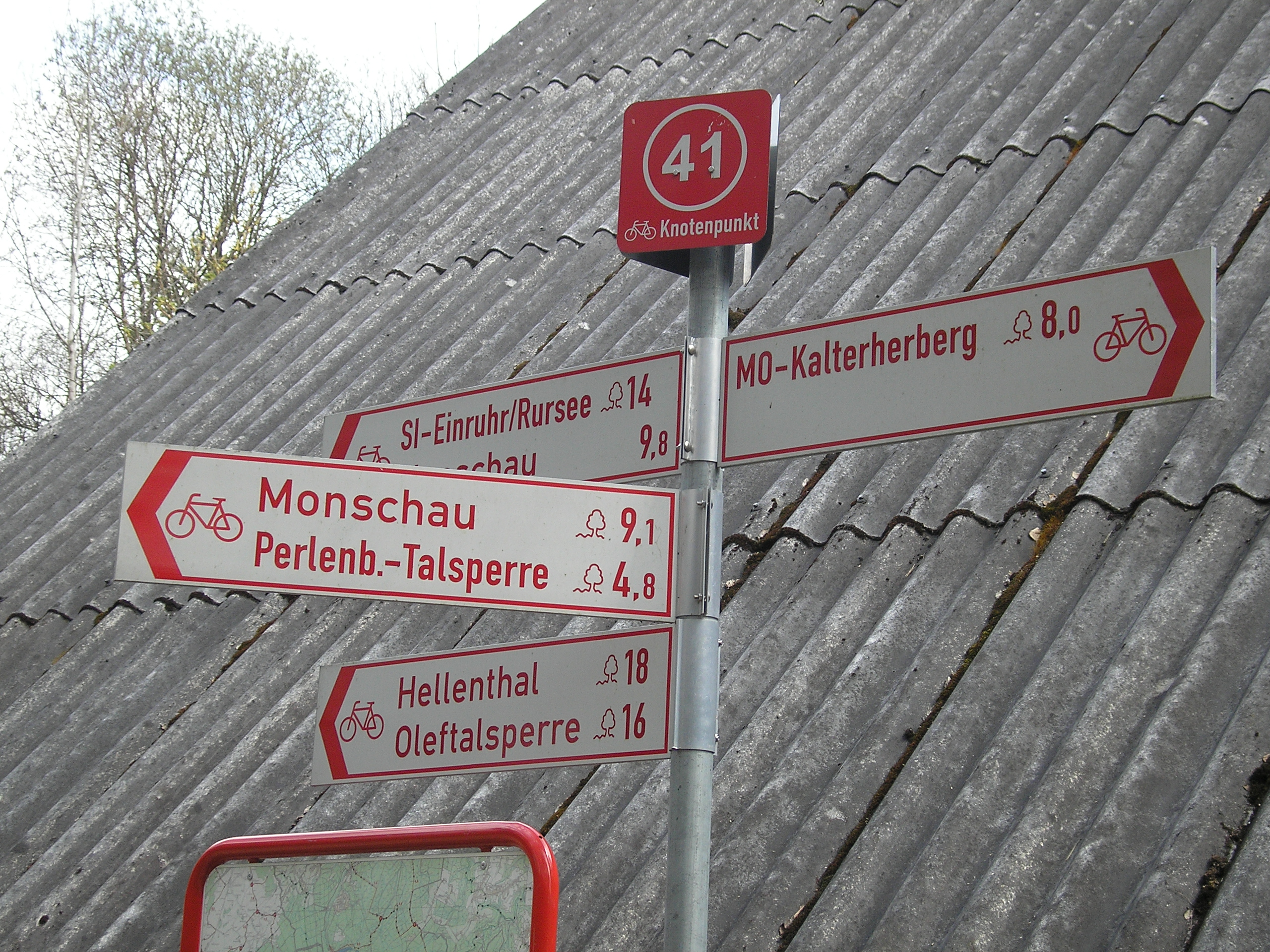
Knotenpunkt 41 im Nationalpark Eifel

- 2006 war der Kreis Heinsberg der erste Kreis, der das System in NRW einführte, es existieren 90 Knotenpunkte, davon sind 25 mit den Systemen der Nachbarn verknüpft und erleichtern so ein nahtloses, Regionen übergreifendes Radfahren (Stand 2015).[11]

- Auch in der Radregion Rheinland, einem Zusammenschluss von Gebietskörperschaften in der Region Köln/Bonn zur Förderung des Radtourismus, wurde das Knotenpunktsystem flächendeckend eingeführt. So wurden seit 2014/15 etwa 430 Knotenpunkte in Köln, Bonn, Leverkusen, Rhein-Kreis Neuss, Rhein-Erft-Kreis, Rhein-Sieg-Kreis, Rheinisch-Bergischer Kreis und Oberbergischer Kreis installiert und bilden so das größte zusammenhängende Knotenpunktnetz in Nordrhein-Westfalen.[12] In den benachbarten Regionen gibt es mehrere, jeweils kreisweite Knotenpunktsysteme. Im Kreis Düren bestehen über 100 Knotenpunkte.[13] Der Kreis Viersen weist seit 2015 116 Knotenpunkte auf. Auch in der Städteregion Aachen,[14] in Mönchengladbach[15], seit 2019 im Kreis Kleve[16] und im Kreis Wesel[17] und seit 2020 in Bielefeld[18] gibt es Knotenpunktsysteme.

- Das Ruhrgebiet ist flächendeckend mit Knotenpunkten vernetzt[19].

- Im Rahmen der "Regionale 2013 Südwestfalen" wurde in NRW (Hochsauerlandkreis, Märkischer Kreis, Kreis Soest, Kreis Siegen-Wittgenstein) an der Einrichtung des Knotenpunktsystems gearbeitet, welches im September 2015 fertiggestellt wurde[20].

### Rheinland-Pfalz
- Rheinland[21]

## Niederlande

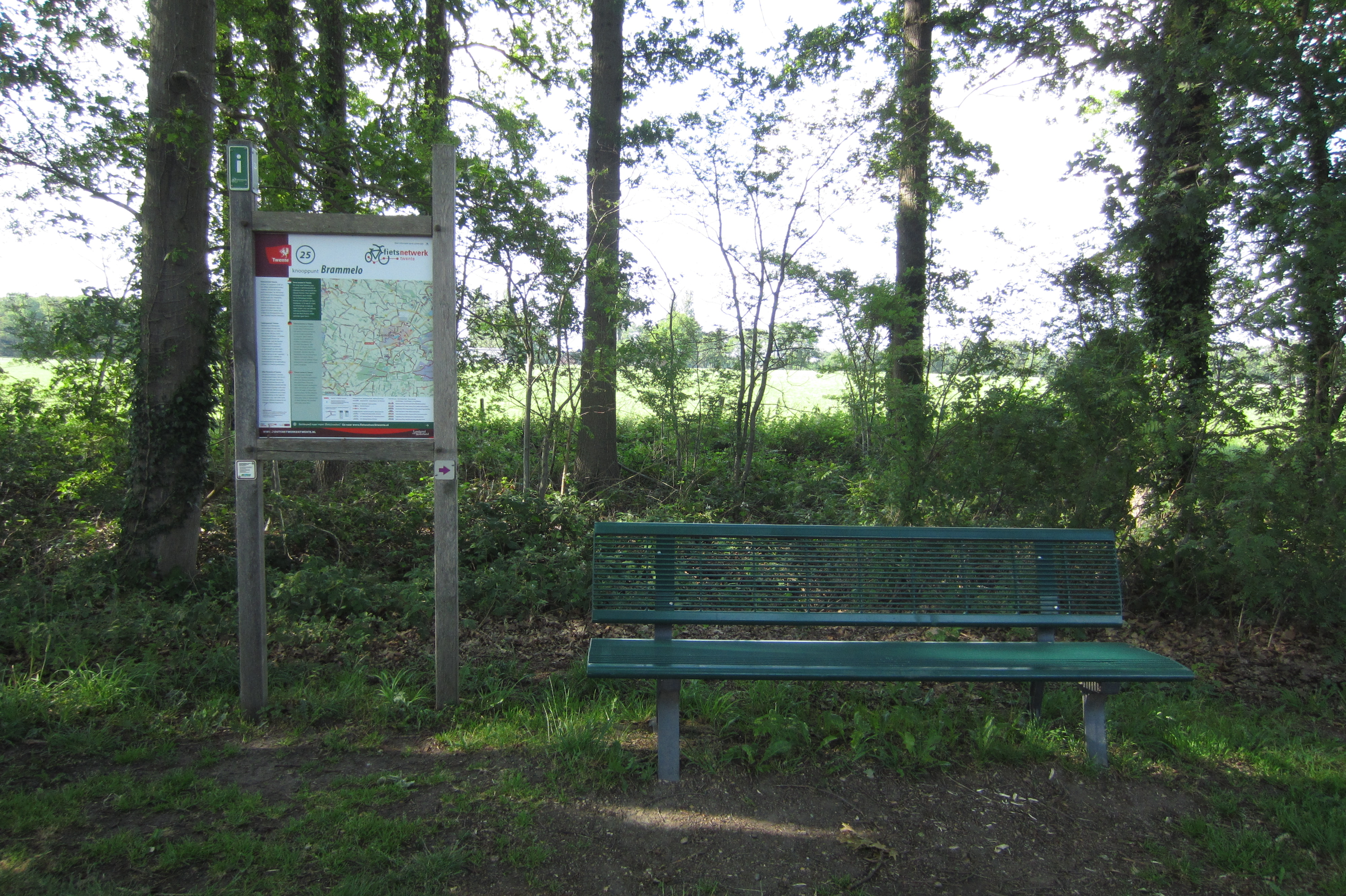
Knotenpunktkarte in Twente

Mittlerweile gibt es überall in den Niederlanden Knotenpunktsysteme, z. B. in Zuid-Holland im Hoekse Waard (südlich von Rotterdam), in den Drechtsteden (Städte um Dordrecht), in den Alblasserwaard-Vijfheerenlanden (zwischen Dordrecht, Nieuwpoort und Leerdam), im Krimpenerwaard (zwischen Gouda, Schoonhoven und Rotterdam), auf der südholländischen Insel Goeree-Overflakkee und seit Frühjahr 2007 in der Region Midden-Delfland (südlich von Delft).